# Bœuf sur le toit
Bœuf sur le toit (česky Vůl na střeše) je restaurace a pivnice a zároveň bývalý kabaret v Paříži. Nachází se v ulici Rue du Colisée č. 34 v 8. obvodu v domě z 18. století. Svůj název odvozuje od výrazu faire le bœuf, který používají hudebníci, když někdo ovládá jam session.

## Historie
Kabaret založil v roce 1921 Louis Moysés původně v ulici Rue Boissy-d’Anglas č. 28 a podnik se stal místem, které mezi světovými válkami často navštěvovali umělci a intelektuálové, např. Jean Cocteau. Kabaret se zpočátku několikrát stěhoval. V roce 1928 do číslo 33 ve stejné ulici, později do Rue de Penthièvre č. 26, v roce 1936 na Avenue Pierre-Ier-de-Serbie č. 41 a od roku 1941 sídlí na své současné adrese.
Podle svědectví během soudního procesu se zde v roce 1938 setkali Herschel Grynszpan a Ernst vom Rath předtím, než Grynszpan zastřelil vom Ratha na německém velvyslanectví v Paříži.